# Ernst Horn (Politiker)
Ernst Horn (* 18. April 1912 in Berlin; † 27. März 2001 in Berlin) war ein deutscher Politiker (KPD, SED), Widerstandskämpfer gegen den Nationalsozialismus und Leiter des Deutschen Sportausschusses.

## Leben
Der Sohn eines Tapezierers wurde in Berlin-Moabit geboren und erlernte nach dem Besuch der Volksschule den Beruf des Feinmechanikers. Sozialisiert durch das Arbeitermilieu seines Kiezes wurde er 1928 Mitglied des Kommunistischen Jugendverbands Deutschlands (KJVD) und 1930 der Kommunistischen Partei Deutschlands (KPD). Von 1930 bis 1934 war er arbeitslos. Im Jahr 1932 wurde er zum KJVD-Vorsitzenden des Arbeiterbezirks Wedding gewählt. Im Herbst 1932 beteiligte er sich an der Tagung des Zentralkomitees seines Jugendverbandes in Prieros, an der auch KPD-Vorsitzender Ernst Thälmann teilnahm. Im Jahre 1933 wurde er mit der Leitung des KJVD des Saarlandes beauftragt. Seit 1934 arbeitete er als Mechaniker bei der Reichspost. In der Zeit der NS-Diktatur arbeitete er als KPD-Mitglied im politischen Untergrund illegal weiter, wurde aber während des Zweiten Weltkrieges zur Wehrmacht eingezogen.
Nach der Befreiung vom Nationalsozialismus 1945 kam Ernst Horn nach Apolda, wurde Jugendsekretär der KPD-Ortsleitung, Leiter des Jugendkulturamtes und dritter Bürgermeister der Stadtverwaltung Apolda. Er war maßgeblich an der Bildung eines Antifaschistischen Jugendausschusses beteiligt, der zur Gründung einer Ortsgruppe der FDJ in Apolda führte. Nach der Zwangsvereinigung von SPD und KPD zur Sozialistischen Einheitspartei Deutschlands im April 1946 wurde er Jugendsekretär der damaligen Landesleitung der SED in Thüringen. Im selben Jahr wirkte er führend im Thüringer Landesjugendausschuss mit und war nach Gründung der FDJ von 1946 bis Oktober 1948 erster Landesvorsitzender der FDJ in Thüringen. Mit seiner Wahl wurde er Mitglied im Zentralrat der FDJ, dem er bis 1955 angehörte. Von 1949 bis 1951 war er auch Mitglied des Büros und des Sekretariats des Zentralrats der FDJ. 
Ernst Horn beteiligte sich neben seinem Engagement für die Freie Deutsche Jugend auch an der parlamentarischen Arbeit in der SBZ bzw. DDR auf Kommunal-, Länder- und Republikebene. In Apolda gehörte er mit der Wahl vom 8. September 1946 als Mitglied zur Stadtverordnetenversammlung. Von 1946 bis 1950 gehörte er dem Thüringer Landtag als Abgeordneter an. Seit 1948 war er mit dem Mandat des FDGB Abgeordneter des Ersten Deutschen Volksrates, der einen Verfassungsentwurf für Deutschland erarbeiten sollte. Mit der ersten Volkskammerwahl vom 15. Oktober 1950 wurde er Abgeordneter der Volkskammer. Von Mai 1949 bis 1951 war er als Nachfolger des abgesetzten Waldemar Borde Leiter des Deutschen Sportausschusses.
Seit 1951 arbeitete Horn in der Abteilung Wirtschaftspolitik beim ZK der SED und später beim Ministerium des Innern. Ein Studium an der Hochschule für Verkehrswesen in Dresden schloss er als Ingenieur ab. Von 1959 bis 1977 arbeitete er im Rang eines Oberrats als Leiter des Büros für Neuererwesen beim Zentralamt für Fernleitungsanlagen der Deutschen Post, als Abteilungsleiter im Ministerium für Post- und Fernmeldewesen und als Mitarbeiter im Büro des Ministerrates der DDR. Er lebte zuletzt als Invalidenrentner in Berlin.

## Auszeichnungen und Ehrungen
- 1970 Vaterländischer Verdienstorden in Silber und 1977 in Gold
- 1987 Orden Stern der Völkerfreundschaft in Silber
- Die Stadt Apolda ernannte Ernst Horn 1986 für seine Verdienste um die Gründung der FDJ zum Ehrenbürger.